# LNWR classe C
Pour les articles homonymes, voir Classe C.
La Classe C du London and North Western Railway est un modèle de locomotives à vapeur de disposition d'essieux 040 « Eight wheel » (0-8-0 dans la nomenclature britannique) utilisées en service marchandises. Elles sont le résultat de la reconstruction avec deux cylindres simple expansion de 15 locomotives classe A dont la disposition compound à trois cylindres ne donnait pas satisfaction.

## Historique

### Origines
Vers 1892, le matériel moteur du London and North Western comprend de fort nombreuses locomotives de disposition 030 (six roues motrices) pour le service des trains de marchandises : près de mille exemplaires ont été construits entre 1873 et 1900. Face à l'augmentation du poids des trains qui requiert fréquemment l'usage de la double traction, le LNWR sera l'un des premiers réseaux britanniques à produire en série des locomotives à huit roues motrices et tender séparé.

### La locomotive prototype 2524
La première locomotive sortie des ateliers de Crewe en 1892. Numérotée 2524, elle partagera de nombreux points communs avec les modèles de série, dont le diamètre des essieux, l’empattement et la longueur de la chaudière. Toutefois elle emploie la disposition éprouvée de deux cylindres intérieurs de pression égale agissant simultanément (principe de la simple expansion) et sa chaudière conserve une chambre de combustion médiane, solution expérimentale utilisée sur les locomotives pour express de la classe « Greater Britain » dont était issu ce modèle de chaudière.

### Les classes A et B
Leur concepteur, l'ingénieur Francis Webb (en), est un ardent partisan du compoundage (double détente de la vapeur avec des cylindres haute et basse pression) qu'il a déjà appliquée à des dizaines de locomotives pour trains de voyageurs depuis 1882. À l'issue d'essais comparatifs, il choisit donc de ne pas reproduire cette locomotive mais plutôt d'en extrapoler deux versions compound :
- 111 locomotives de la classe A produites de 1893 à 1900 avec la disposition à trois cylindres (un basse pression au centre, deux haute pression à l'extérieur) entraînant le deuxième essieu par une distribution Stephenson ;
- Les 170 de la classe B assemblées entre 1901 et 1904 se distinguent par leurs quatre cylindres (deux cylindres à haute pression au lieu d'un).

Ces deux séries tout comme l'ensemble des compounds de Webb éprouveront des difficultés en service. Son successeur George Whale (en) reviendra à la simple expansion, solution alors plébiscitée par tous les chemins de fer du Royaume-Uni.

### Mise au point
Dès son entrée en fonction, Whale supervise la transformation de 15 locomotives de la classe A sur le modèle de la 2524. Les cylindres d'origine et la distribution sont démontés et remplacés par deux cylindres de 19.5 sur 24 pouces positionnés entre les longerons du châssis ; leurs dimensions sont les mêmes que celle des deux cylindres basse pression de la classe B. La chaudière d'origine de petit diamètre (4 pieds 3 pouces ; 1,295 m est également conservée. L'aspect de la boîte à feu change avec la suppression des carénages galbés des conduites amenant la vapeur aux cylindres extérieurs.
Leur numérotation dans le désordre est conforme à la pratique du LNWR de donner aux nouvelles locomotives le numéro le plus bas rendu disponible par la démolition de locomotives plus anciennes. Les 15 machines reconstruites conservent leur numéro d'origine.
Les locomotives de la classe A ont été construites avec sablière accolée au garde-boue du premier essieu et une à l'avant du tender, utilisée lors des parcours à reculons. Cette caractéristique a été reprise sur les D et C1 tandis que les modèles ultérieurs et dérivés de la classe B ont reçu une seconde sablière au niveau du deuxième essieu.

### Évolutions
En service, les 15 locomotives reconstruites se montrent à leur tour décevantes. En cause, le choix de combiner une petite chaudière n'arrivant pas à produire suffisamment de vapeur pour les cylindres aux dimensions généreuses.
George Whale revoit sa copie et les 62 locomotives suivantes de la classe A à passer en révision, ainsi que la prototype à simple expansion de 1892, sont reconstruites avec une nouvelle chaudière plus puissante, donnant naissance à la classe D. Afin de ne pas gaspiller les chaudières d'origine encore en bon état le successeur de Whale, Charles Bowen Cooke (en), créera pour la reconstruction des 34 dernières classe A une version corrigée de la classe C qui conserve la chaudière de petit diamètre combinée avec des cylindres d'un type nouveau, plus étroit.
Reléguées à des services peu exigeants, les locomotives classe C sont encore en service à la création du London, Midland and Scottish Railway en 1923 qui les renumérote 8953-8967, par ordre de transformation, et les met à la retraite entre 1925 et 1927. Dix exemplaires sont démolis et cinq transformées à leur tour en locomotives classe G1, une évolution dotée de la surchauffe qui totalisera 449 exemplaires, dont les deux tiers étaient issus de la reconstruction de machines plus anciennes.